# Patito de goma

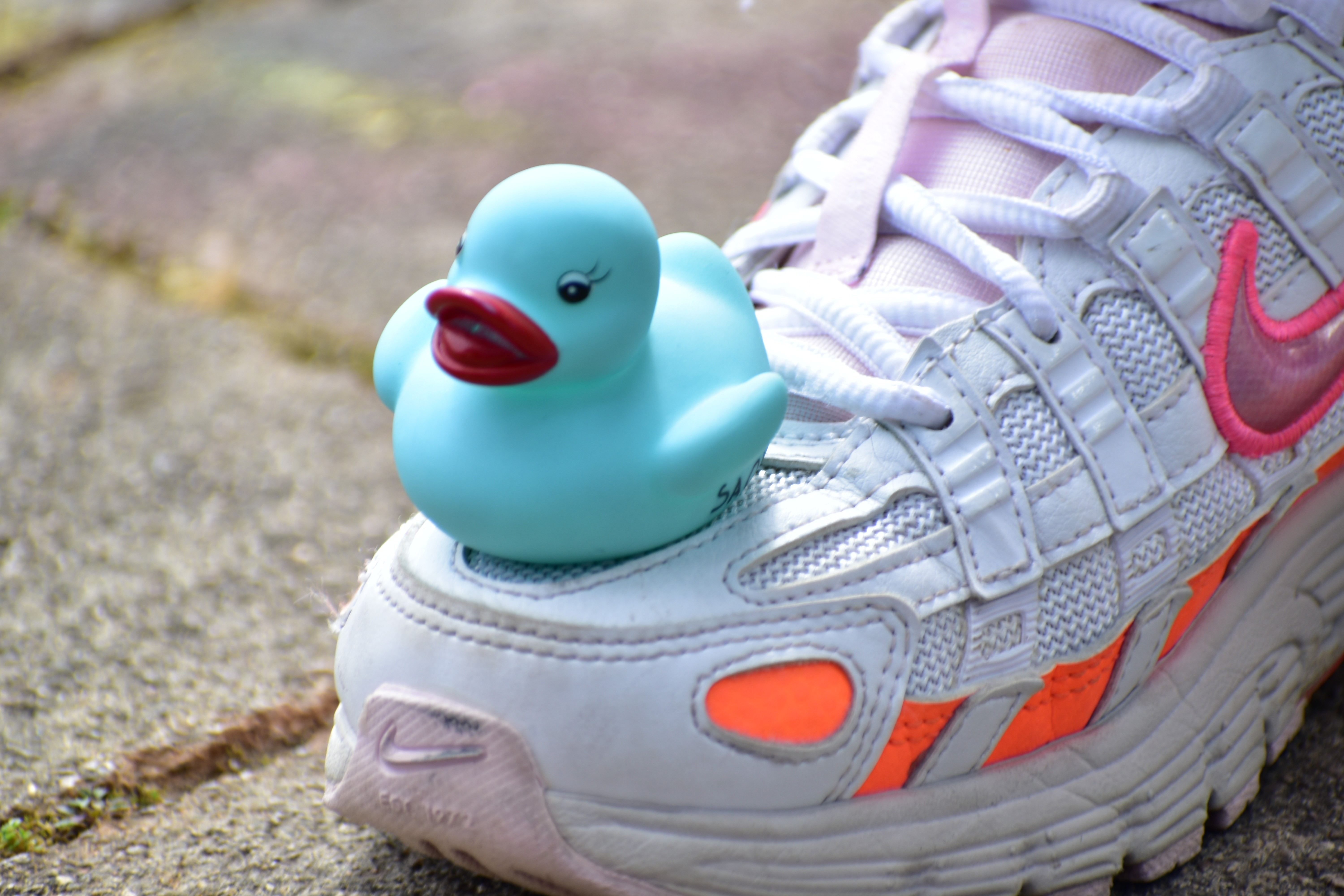
Pato de goma sobre zapatilla

Un patito de goma (conocido como pato de hule) es un juguete en forma de pato que se hace de caucho o goma, o de algún material similar, como plástico de vinilo. A pesar de su nombre, casi todos los patos de goma contemporáneos se hacen de plástico de vinilo.

## Diseño
La forma más popular del pato de goma es el juguete diseñado para flotar dentro de la bañera. Sin embargo, no todos los patos de goma son juguetes de baño. A algunas personas les gusta tenerlos como decoración en un armario o dormitorio. Su iconografía se ha extendido a camisetas, carpetas, cuadernos, etc.
De diferentes colores, tamaños, formas y presentaciones, los patos de goma suelen llevar incorporado un pequeño dispositivo mecánico que silba o chirría al estrujarlos, e incluso los hay que imitan el cuac de un verdadero pato. Habitualmente tienen un agujero debajo que permite que el juguete absorba y después arroje chorros de agua. Se desconoce su origen, no obstante parece inevitablemente ligado al desarrollo del caucho sintético de goma y la posterior industria de juguetes con sonador fechada a finales del siglo XIX. 

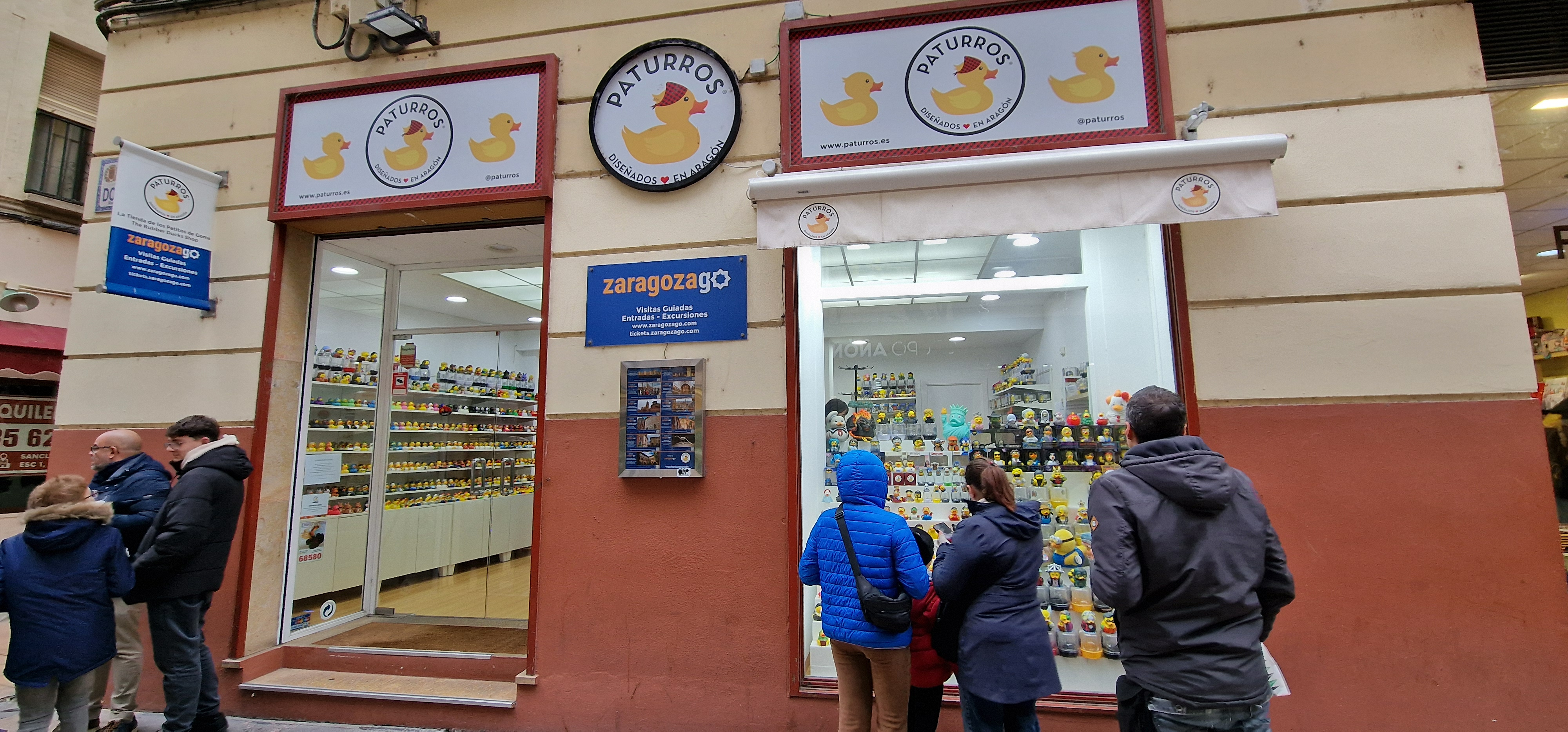
Tienda Paturros en Zaragoza dedicada exclusivamente a la venta de patos de goma.

Los principales fabricantes de los patos de goma son: Duckshop, Lilalu, DGM Rotomoldeo y Gaya. 
Los patos de goma son coleccionados por un pequeño número de entusiastas de diferentes países incluyendo: Canadá, Reino Unido, Alemania, Japón, Singapur, Nueva Zelanda, Estados Unidos, y los Países Bajos. El récord Guinness de la colección de patos de goma más grande del mundo estaba en 2003 en 1437 patos.

### Iglesia patólica
La Iglesia patólica es una religión paródica fundada por Leo Bassi el 28 de diciembre de 2012 en Lavapiés, Madrid. En esta se veneran a los patitos de goma, aparte de realizar misas patólicas, bodas, bautizos y funerales.

## Método del patito de goma
El Método de depuración del patito de goma es un método informal de revisión de código de programación, donde el programador revisa su código forzándose a sí mismo a explicarlo, línea por línea, a un patito de goma que tiene en el escritorio. Existen otros términos para esta técnica, que a menudo tienen que ver con objetos inanimados.